# ティカ・サンプター
ティカ・サンプター（Tika Sumpter, 本名：Euphemia LatiQue Sumpter、1980年6月20日 - ）は、アメリカ合衆国の女優。チカ・サンプターとの表記もある。
ニューヨーククイーンズ区出身。アフリカ系アメリカ人。
『ワン・ライフ・トゥ・リヴ』や『ゴシップガール』などのテレビドラマに多く出演、またバラク・オバマとミシェル・ロビンソンの初デートを描いた映画『サウスサイドであなたと』ではミシェルを演じた。

## 主な出演作品

### 映画
- ストンプ・ザ・ヤード2 Stomp the Yard 2: Homecoming (2010)
- ソルト Salt (2010)
- 運命の元カレ What's Your Number? (2011)
- 魔法の恋愛書 Think Like a Man (2012)
- ホイットニー・ヒューストン/スパークル Sparkle (2012)
- ライド・アロング〜相棒見習い〜 Ride Along (2014)
- ジェームス・ブラウン 最高の魂を持つ男 Get on Up (2014)
- BESSIE/ブルースの女王 Bessie (2015) テレビ映画
- ブラザー・ミッション -ライド・アロング2- Ride Along 2 (2016)
- サウスサイドであなたと Southside with You (2016)
- さらば愛しきアウトロー The Old Man & the Gun (2018)
- クレイジー・グッド Nobody's Fool (2018)
- ソニック・ザ・ムービー Sonic the Hedgehog (2020)[5][6]
- ソニック・ザ・ムービー/ソニック VS ナックルズ Sonic the Hedgehog 2 (2022)
- ソニック×シャドウ TOKYO MISSION Sonic The Hedgehog 3 (2024)

### テレビドラマ
- LAW & ORDER:性犯罪特捜班 Law & Order: Special Victims Unit (2006)
- ワン・ライフ・トゥ・リヴ One Life to Live (2006-2011)
- ゴシップガール Gossip Girl (2011)
- The Game (2011-2012)
- The Haves and the Have Nots (2013-2020)
- ファイナル・スペース Final Space (2018-2019) テレビアニメ、声の出演
- Mixed-ish (2019-2020)
- ナックルズ (ドラマ) Knuckles (2024)